# Liste der Monuments historiques in Harol
Die Liste der Monuments historiques in Harol führt die Monuments historiques in der französischen Gemeinde Harol auf.

## Liste der Objekte
| Bezeichnung | Beschreibung                                     | Standort                     | Kennzeichnung | Schutzstatus | Datum | Bild |
| ----------- | ------------------------------------------------ | ---------------------------- | ------------- | ------------ | ----- | ---- |
| Kanzel      | Holz, 18. Jahrhundert                            | in der Kirche St-Èvre (Lage) | PM88000449    | Classé       | 1922  |      |
| Pietà       | Stein, farbig gefasst, Ende des 16. Jahrhunderts | in der Kirche St-Èvre (Lage) | PM88000450    | Classé       | 1961  |      |